# Rabeprazol
Rabeprazol é um fármaco antiulceroso da classe dos inibidores da bomba de protões (IBP). Foi desenvolvido pela Eisai Co. e é comercializado pela Janssen-Cilag como rabeprazol sódio sob as marcas Aciphex® e Pariet®.